# Merritt Wever
Pour les articles homonymes, voir Wever.
Merritt Wever est une actrice américaine née le 11 août 1980 à New York. Elle est principalement connue pour son rôle récurrent dans Nurse Jackie pour lequel elle a reçu plusieurs nominations aux Emmy Awards et pour son rôle de Denise dans la série à succès The Walking Dead

## Biographie
Née à Manhattan, Merrit Wever est conçue via un donneur de sperme et est élevée par sa mère, Georgia,. Elle est diplômée de la Fiorello H. LaGuardia High School et de la Sarah Lawrence College et est formée au métier d'actrice à New York. Elle est apparue dans la pièce de Brooke Berman, Smashing et Cavedweller avec Deidre O'Connell, tous les deux jouent off-Broadway.

## Carrière
C’est une actrice ayant gagné un emmy

## Filmographie

### Cinéma

#### Longs métrages
- 1997 : Arresting Gena de Hannah Weyer : Tammy
- 1998 : Les filles font la loi de Sarah Kernochan : Maureen 'Momo' Haines
- 1998 : The Adventures of Sebastian Cole de Tod Williams : Susan
- 2001 : Series 7: The Contenders de Daniel Minahan : Lindsay
- 2002 : Signes (Signs) de M. Night Shyamalan : Tracey Abernathy, la pharmacienne
- 2003 : Season of Youth d'Eric Perlmutter : rôle inconnu
- 2003 : Bringing Rain de Noah Buschel : Monica Greenfield
- 2004 : A Hole in One de Richard Ledes : Betty
- 2005 : 12 and Holding de Michael Cuesta : Debbie Poole
- 2007 : Michael Clayton de Tony Gilroy : Anna
- 2007 : Into the Wild de Sean Penn : Lori
- 2007 : Neal Cassady de Noah Buschel: La fille de la montagne
- 2008 : La Loi et l'Ordre  (Righteous Kill) de Jon Avnet : la victime de Van Luytens
- 2009 : Mr. Softie de Sam Lisenco : Gail
- 2009 : The Missing Person de Noah Buschel : Mabel Page
- 2009 : The Messenger d'Oren Moverman : Lara
- 2010 : Greenberg de Noah Baumbach : Gina
- 2010 : Tiny Furniture de Lena Dunham : Frankie
- 2010 : Deux Inconnus (The Strange Ones) de Christopher Radcliff et Lauren Wolkstein : une fille
- 2014 : Birdman d'Alejandro González Iñárritu : Annie
- 2015 : Dans la brume du soir (Meadowland) de Reed Morano : Kelly
- 2015 : The Last Face de Sean Penn : Marlee
- 2018 : Bienvenue à Marwen (Welcome to Marwen) de Robert Zemeckis : Roberta
- 2018 : Charlie Says de Mary Harron : Karlene Faith
- 2019 : Marriage Story de Noah Baumbach : Cassie, sœur de Nicole
- 2023 : Memory de Michel Franco : Olivia
- 2025 : Christy de David Michôd : Joyce Salters

#### Courts métrages
- 1997 : Alaska : April

### Télévision

#### Séries télévisées
- 1997-2005 : New York, police judiciaire : Jennifer Taylor, Myra et Sunshine Porter (3 épisodes)
- 2002 : New York, section criminelle : Hannah Price (1 épisode)
- 2003 : Sur écoute : Prissy (2 épisodes)
- 2005 : NCIS : Enquêtes spéciales : Wendy Smith (1 épisode)
- 2006 : Conviction : Bridget Kellner (1 épisode)
- 2006-2007 : Studio 60 on the Sunset Strip : Suzanne (12 épisodes)
- 2009-2015 : Nurse Jackie : Zoey Barkow (56 épisodes)
- 2012 : The Good Wife : Aubrey Gardner (1 épisode)
- 2013 : New Girl : Elizabeth (4 épisodes)
- 2015 - 2016 : The Walking Dead : Dr Denise Cloyd (saison 6, rôle récurrent) (9 épisodes)
- 2017 : Godless : Mary Agnes (mini-série)
- 2019 : Unbelievable :  Karen Duvall (mini-série, 8 épisodes)
- 2020 : Run : Ruby Richardson
- 2023 : Tiny Beautiful Things : Frankie
- 2025 : Severance : Gretchen (saison 2)

#### Téléfilms
- 1995 : Blue River : Lottie
- 2004 : La Création de Dieu : Mlle Saxon
- 2005 : 1/4life : Bailey
- 2013 : L'Amour au jour le jour (Remember Sunday) : Lucy

## Distinction

### Récompense
- Primetime Emmy Awards 2013 : Meilleure actrice dans un second rôle dans une série télévisée comique pour le rôle de Zoey Barkow dans Nurse Jackie
- Primetime Emmy Awards 2018 : Meilleure actrice dans un second rôle dans une mini-série ou un téléfilm pour Godless

### Nominations
- 2010 : Gotham Independent Film Award de la meilleure distribution pour Tiny Furniture
- 2012 : Primetime Emmy Award de la meilleure actrice dans un second rôle dans une série télévisée comique pour le rôle de Zoey Barkow dans Nurse Jackie
- 2013 : Screen Actors Guild Award de la meilleure distribution pour une série télévisée comique pour Nurse Jackie
- Golden Globes 2020 : Meilleure actrice dans une mini-série ou un téléfilm pour Unbelievable

## Voix françaises
En France
| - Catherine Desplaces dans : - The Good Wife (série télévisée) - Nurse Jackie (série télévisée) - L'Amour au jour le jour (téléfilm) - New Girl (série télévisée) - The Walking Dead (série télévisée) - Marriage Story - Jessie Lambotte dans : - Greenberg - Godless (série télévisée) - Charlie Says - Roar (série télévisée) - Tiny Beautiful Things (série télévisée) | - Aurélia Bruno dans (les séries télévisées) : - Studio 60 - New York, section criminelle - Noémie Orphelin dans (les séries télévisées) : - Run - Severance Et aussi - Rosalie Symon dans Birdman - Marie Chevalot dans The Last Face - Christèle Billault dans Unbelievable (série télévisée) |

Au Québec
Note : la liste indique les titres québécois.
- Violette Chauveau dans Les Filles font la loi
- Mélanie Laberge dans Le Messager